# Karbonmenedzsment
A karbonmenedzsment lényege, hogy a közvetett és közvetlen üvegházhatású kibocsátásokat a racionálisan kivitelezhető minimális szintre próbáljuk lecsökkenteni. Ezt főleg vállalatok szokták alkalmazni. Jellemző, hogy az energiamenedzsment célok mellett megcélozza az üzemanyag-fogyasztásból, anyagfelhasználásból és hulladék-termelésből származó üvegházhatású gáz kibocsátás csökkentését is. Eredményeképpen a vállalat költségei hosszú távon jobban csökkennek, mintha csak energiamenedzsmentet vezetne be, illetve környezeti terhelése is jóval kisebb lesz.